# Таоэрхэ
Таоэрхэ́ (кит. упр. 洮儿河) — река на северо-востоке Китая, приток Нэньцзяна

## Исторические названия
В древности река была известна как Цзюэюэхэ (崛越河). В эпоху империи Суй её называли Тайлушуй (太鲁水), в эпоху империи Тан — Талоухэ (它漏河). В киданьской империи Ляо и чжурчжэньской империи Цзинь река была известна как Талухэ (挞鲁河), в эпоху империи Мин — Таэрхэ (塔儿河). Во времена империи Цин название реки записывали как Толо (陀罗), Тола (陀喇), Таоэртао (淘儿涛), Таоэр (桃儿).

## География
Река берёт своё начало в горах Большой Хинган, и течёт на юг, а потом на юго-восток по территории хошуна Хорчин-Юицяньци автономного района Внутренняя Монголия. После Улан-Хото река попадает на территорию провинции Гирин, и течёт на юг по территории городского округа Байчэн, служа границей между районом Таобэй и городским уездом Таонань. Перед основной урбанизированной частью Таонаня река поворачивает на восток, а затем течёт на северо-восток, служа границей между городским уездом Даань и уездом Чжэньлай. В итоге река впадает в водохранилище Юэлянпао, из которого её воды попадают в реку Нэньцзян.